# Хёрли, Келли
Келли Энн Хёрли (англ. Kelley Anne Hurley, род. 4 апреля 1988 года, Хьюстон, Техас, США) — американская фехтовальщица на шпагах. Бронзовый призёр Олимпийских игр 2012 года в командной шпаге, чемпионка мира, двукратная чемпионка и серебряный призёр Панамериканских игр.

## Биография
Келли Хёрли родилась 4 апреля 1988 года в Хьюстоне в спортивной семье: её отец, который стал её первым тренером, был пятиборцем, мать фехтовала на шпагах, а младшая сестра Кортни — шпажистка, бронзовый призёр Олимпийских игр, чемпионка мира, призёр чемпионата мира. Келли начала заниматься фехтованием в девять лет. В 2017 году американка получила степень магистра Техасского университета в Сан-Антонио по специальности «Общественное здравоохранение».
Первых больших успехов американская шпажистка добилась в 15 лет: Келли стала второй в командных соревнованиях на Панамериканских играх. Следующих побед на крупных международных соревнованиях американке пришлось ждать восемь лет. В 2008 году Келли отобралась на свои первые Олимпийские игры, однако 20-летняя американка не смогла показать достойного результата, уступив в первом же поединке. В 2011 году на Панамериканских играх Келли стала двукратной чемпионкой соревнований: она заняла первое место в личной шпаге, одержав победу в финальном поединке над своей младшей сестрой Кортни, а в командном турнире сборной США не было равных. Благодаря высоким результатам сёстры Хёрли отобрались на Олимпийские игры. Для Келли эта Олимпиада стала второй в карьере.
Одним из самых больших успехов в карьере американской фехтовальщицы стала бронзовая медаль Олимпийских игр 2012 года. Келли не участвовала в личном турнире, однако в командном первенстве она, а также её подруги по команде показали достойный уровень фехтования, благодаря которому был достигнут этот успех: в 1/4 финала были обыграны итальянки, а в матче за третье место в драматичном поединке американки выиграли у команды России с разницей всего в один укол в дополнительное время.
После успеха в Лондоне американку преследовали неудачи: на крупных турнирах она не могла попасть в призовую тройку. На следующем главном старте четырёхлетия — Олимпийских играх в Рио-де-Жанейро — Келли не удалось выиграть медаль: в личном турнире она потерпела поражение в первом же раунде, уступив хозяйке соревнований Натали Мёльхаузен, а в командных соревнованиях удача отвернулась от американской сборной, которая проиграла в 1/4 финала будущим олимпийским чемпионкам румынкам с разницей в один укол.
Неудачи, преследовавшие Келли в течение многих лет, завершились в 2018 году. В командном турнире Келли вошла в состав национальной сборной и помогла своим подругам по команде выиграть первое золото чемпионатов мира в истории США в женской шпаге.

## Лучшие результаты

### Олимпийские игры
- Бронза — Олимпийские игры 2012 года (Лондон, Великобритания) (команды)

### Чемпионаты мира
- Золото — чемпионат мира 2018 года (Уси, Китай) (команды)